# جیغ‌کش سیاه
جیغ‌کش سیاه (نام علمی: Alouatta caraya) نام یک گونه از سرده میمون جیغ‌کش است.